# フライワン
FLYONE（フライワン）は、モルドバのキシナウに本社を置く、モルドバの格安航空会社。2016年より運航を開始し、短期間でモルドバの航空業界最大の航空会社の1つになった。  キシナウ国際空港を拠点に定期便とチャーター便を運航しています。

## 歴史
2016年3月下旬に航空運航者証明書を取得し 2016年6月にアンタルヤ、イラクリオン、ロードス島への定期旅客便を運航開始した。
2021年以降、アルメニアのエレバンで子会社のフライワン・アルメニアを運営している。

## 就航地
現在、17か国、36路線を運航している。（すべて国際線での運行）

## 保有機材

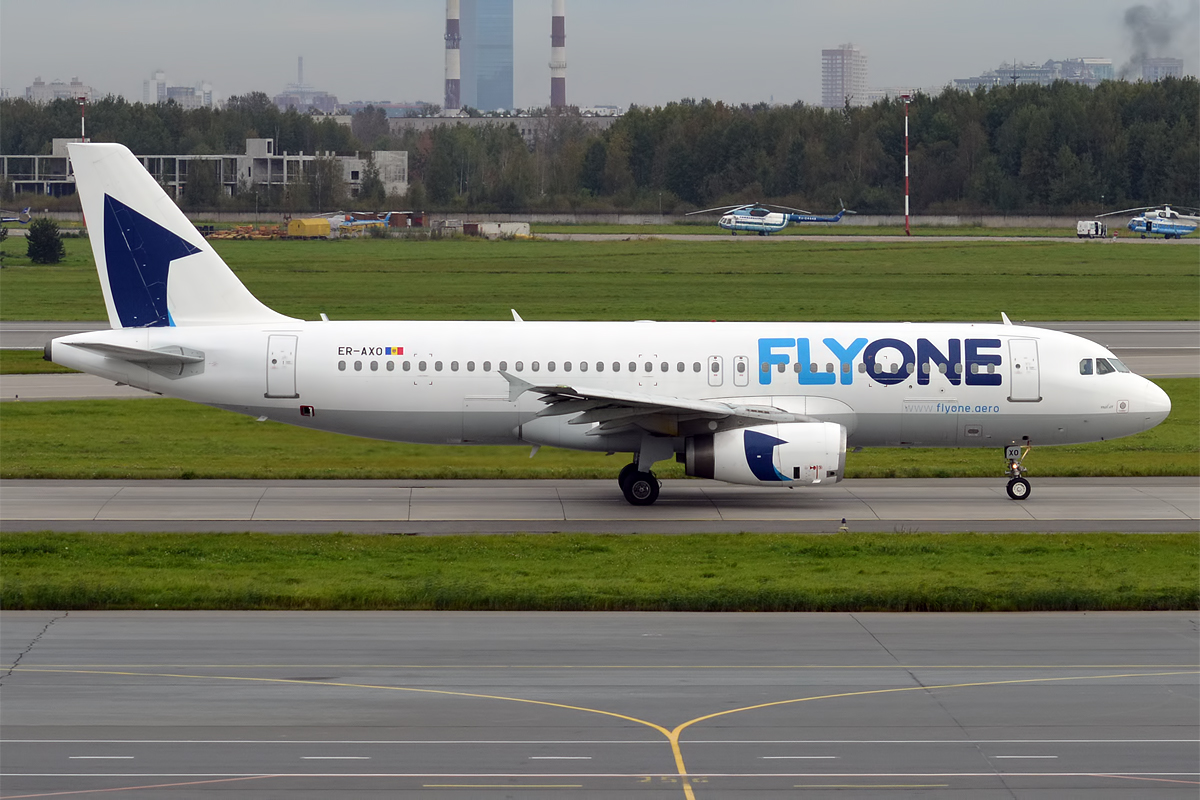
フライワン エアバスA320-200

| エアバスA319-100 | 3  |   | Y144         |  |  |  |
| エアバスA320-200 | 5  | 1 | Y180         |  |  |  |
| エアバスA321-200 | 3  |   | C12Y182/Y220 |  |  |  |
| Total            | 11 | 1 |              |  |  |  |